# Pavlodar
Pavlodar (Павлодар, em cazaque) é uma cidade do nordeste do Cazaquistão. Está localizada 350 km a nordeste da capital Astana, e 400 km da cidade russa de Omsk, ao longo do rio Irtysh. É a capital da província de Pavlodar. Em 2012, sua população era de 322 207 habitantes. A população de Pavlodar é composta predominantemente de russos e cazaques, significativamente também, ucranianos, alemães e tártaros. A cidade é servida pelo Aeroporto de Pavlodar. 

## Economia
Pavlodar é um grande centro industrial, económico e cultural do Cazaquistão. Em Pavlodar se destacam vários tipos de indústrias, tais como: indústria metalúrgica. produção de tubos de aço e sem costura, principalmente para exportação, fábricas de processamento de petróleo, fábrica de equipamentos elétricos, eletrônicos e ópticos, bem como plantas de indústria de transformação.

## Cidades-irmãs
- Bydgoszcz, Polônia
- Omsk, Rússia
- Denizli, Turquia